# Tournoi des Cinq Nations 1968
Navigation
Tournoi 1967 Tournoi 1969
Le Tournoi des Cinq Nations 1968 (joué du 13 janvier au 23 mars 1968) est le 39e du genre et même le 74e si l'on part du tout premier tournoi britannique de 1882-1883. La victoire de la France se double de son premier Grand Chelem, puisqu'elle gagne ses quatre matches. Inversement, l'Écosse, en perdant les quatre siens, obtient la Cuillère de bois (sa dixième depuis sa première en 1902).

## Classement
Légende :

J : matches joués, V : victoires, N : matches nuls, D : défaites ;
PP : points pour, PC : points contre, Δ : différence de points ;
EM : essais marqués ;
Pts : points de classement (barème : 2 points pour une victoire ; 1 point en cas de match nul ; rien pour une défaite) ;
T : Tenante du titre 1967.
| Rang | Nations        | J | V | N | D | PP | PC | Δ   | EM | Pts |
| ---- | -------------- | - | - | - | - | -- | -- | --- | -- | --- |
| 1    | France (T)     | 4 | 4 | 0 | 0 | 52 | 30 | +22 | 7  | 8   |
| 2    | Irlande        | 4 | 2 | 1 | 1 | 38 | 37 | +1  | 4  | 5   |
| 3    | Angleterre     | 4 | 1 | 2 | 1 | 37 | 40 | -3  | 3  | 4   |
| 4    | Pays de Galles | 4 | 1 | 1 | 2 | 31 | 34 | -3  | 4  | 3   |
| 5    | Écosse         | 4 | 0 | 0 | 4 | 18 | 35 | -17 | 1  | 0   |

En plus de son premier Grand Chelem, la France obtient les meilleures attaque,défense et différence de points.

## Résultats
Toutes les rencontres se jouent un samedi sur neuf dates :
| Date            | Lieu      | Équipe hôte    | Score   | Essais      | Équipe visiteuse |
| 13 janvier 1968 | Édimbourg | Écosse         | 06 - 8  | 1 à 2       | France           |
| 20 janvier 1968 | Londres   | Angleterre     | 11 - 11 | 2 à 2       | Pays de Galles   |
| 27 janvier 1968 | Colombes  | France         | 16 - 6  | 2 à rien    | Irlande          |
| 3 février 1968  | Cardiff   | Pays de Galles | 05 - 0  | 1 à rien    | Écosse           |
| 10 février 1968 | Londres   | Angleterre     | 09 - 9  | pas d'essai | Irlande          |
| 24 février 1968 | Colombes  | France         | 14 - 9  | 1 à rien    | Angleterre       |
| 24 février 1968 | Dublin    | Irlande        | 14 - 6  | 3 à rien    | Écosse           |
| 9 mars 1968     | Dublin    | Irlande        | 09 - 6  | 1 à rien    | Pays de Galles   |
| 16 mars 1968    | Édimbourg | Écosse         | 06 - 8  | rien à 1    | Angleterre       |
| 23 mars 1968    | Cardiff   | Pays de Galles | 09 - 14 | 1 à 2       | France           |

## Les matches de la France
Détails des rencontres de la France :

### Écosse - France
| 13 janvier 1968 Temps nuageux et froid. | Écosse Capitaine : P Fisher               | 6 - 8 (3-3) | France Capitaine : Carrère                                         | Murrayfield, Édimbourg Terrain en parfait état 45 000 spectateurs Arbitre : K Kelleher |
| 13 janvier 1968 Temps nuageux et froid. | Essai(s) : G Keith Pénalité(s) : S Wilson |             | Essai(s) : 2 Duprat, Campaes Transformation(s) : 1/2 G Camberabero | Murrayfield, Édimbourg Terrain en parfait état 45 000 spectateurs Arbitre : K Kelleher |
| 13 janvier 1968 Temps nuageux et froid. |                                           |             |                                                                    | Murrayfield, Édimbourg Terrain en parfait état 45 000 spectateurs Arbitre : K Kelleher |

### France - Irlande
| 27 janvier 1968 Temps gris et doux. | France Capitaine : Carrère                                                                                  | 16 - 6 (8-6) | Irlande Capitaine : Kiernan | Stade Yves-du-Manoir, Colombes Terrain excellent 28 148 spectateurs Arbitre : G Lamb |
| 27 janvier 1968 Temps gris et doux. | Essai(s) : 2 Campaes, Dauga Transformation(s) : 2/2 Villepreux Pénalité(s) : Villepreux Drop(s) : Gachassin |              | Pénalité(s) : 2 W McCombe   | Stade Yves-du-Manoir, Colombes Terrain excellent 28 148 spectateurs Arbitre : G Lamb |
| 27 janvier 1968 Temps gris et doux. | |              |                             | Stade Yves-du-Manoir, Colombes Terrain excellent 28 148 spectateurs Arbitre : G Lamb |

### France - Angleterre
| 26 février 1968 Temps gris et froid, vent pour l'Angleterre puis la France. | France Capitaine : Carrère                                                                                             | 14 - 9 (3-6) | Angleterre Capitaine : C McFadyean      | Stade Yves-du-Manoir, Colombes Pelouse en très bon état. 33 456 spectateurs Arbitre : H Laidlaw |
| 26 février 1968 Temps gris et froid, vent pour l'Angleterre puis la France. | Essai(s) : Gachassin Transformation(s) : G Camberabero Pénalité(s) : G Camberabero Drop(s) : 2 C Lacaze, L Camberabero |              | Pénalité(s) : 2 Hiller Drop(s) : Hiller | Stade Yves-du-Manoir, Colombes Pelouse en très bon état. 33 456 spectateurs Arbitre : H Laidlaw |
| 26 février 1968 Temps gris et froid, vent pour l'Angleterre puis la France. | |              |                                         | Stade Yves-du-Manoir, Colombes Pelouse en très bon état. 33 456 spectateurs Arbitre : H Laidlaw |

### Pays de Galles - France
| 25 mars 1968 Ciel couvert, pluie intermittente ; vent en faveur de Galles puis de la France. | Pays de Galles Capitaine : G Edwards      | 9 - 14 (9-3) | France Capitaine : Carrère | Arms Park, Cardiff Terrain extrêmement détrempé. 55 000 spectateurs Arbitre : K Laidlaw |
| 25 mars 1968 Ciel couvert, pluie intermittente ; vent en faveur de Galles puis de la France. | Essai(s) : K Jones Pénalité(s) : 2 D Rees |              | Essai(s) : 2 C Carrère, L Camberabero Transformation(s) : 1/2 G Camberabero Pénalité(s) : G Camberabero Drop(s) : G Camberabero | Arms Park, Cardiff Terrain extrêmement détrempé. 55 000 spectateurs Arbitre : K Laidlaw |
| 25 mars 1968 Ciel couvert, pluie intermittente ; vent en faveur de Galles puis de la France. |                                           |              | | Arms Park, Cardiff Terrain extrêmement détrempé. 55 000 spectateurs Arbitre : K Laidlaw |

## Composition de l'équipe victorieuse
- voir article : Équipe de France de rugby à XV au Tournoi des Cinq Nations 1968